# 谷角靖
谷角 靖（たにかど やすし、1973年 - ）は、カナダ在住の日本人の写真家であり映像クリエイターでもある。オーロラ写真と映像は世界でもトップレベル、絶景を中心とした風景写真、絶景写真などの撮影を得意とする。現在はカナダ極北に在住し、世界のオーロラ、また世界の絶景を撮る。特にオーロラ写真は世界中のオーロラを撮り周りオーロラ写真集も何冊も出版。世界の絶景写真は著書「写真家と行く世界の絶景」で絶景ポイントを全て公開。また近年はドローンも使用し空撮にも励む。朝焼け、夕焼けトワイライトタイムも得意とする。

## 経歴
大阪生まれ。企業経理部で働いたのち調理師見習いを経て1999年カナダへ渡り、スキーインストラクター資格取得。そこでオーロラと出会い、以後カメラで追いかけはじめることになる。
2000年カヌーを学ぶためにユーコン準州へ移り、ユーコン川のカヌーガイドとなる。2001年ユーコン川カヌーショートレースで日本人初優勝。ヒマラヤ6000m登頂。2002年雑誌にオーロラ写真が掲載されたのをきっかけに各社へ提供をはじめる。2003年アメリカ国立公園の取材開始。旅行誌、アウトドア誌の執筆をはじめる。写真家の田中達也と出会い師事し、オーロラ写真展開始。2004年写真集「オーロラの降る街」発表。2006年写真集「オーロラの空」発表。カナダ永住権取得。2007年日本写真家協会会員になり、プロとして活動を始める。
朝日テレビ系列2018年3月13日放送「世界の村で発見　こんなところに日本人」出演　その他FM Jwaveなど。
2003年ニコンサロンにて写真展デビュー。2007−2008年オーロラ写真展ツアー「The night time jewel」全国6カ所にて開催。その他トークショー、セミナー等各地で開催。その後 トークショーや映像ショーを各地で開催。2008年よりニコンカレッジ講師を務める。
また「飛鳥２」「にっぽん丸」「パシフィックビーナス」など豪華クルーズ船などでも講演や映像ショーを開催。
2012年 、2019年、　CPプラス ニコンブースメインステージ登壇。オーロラ映像を公開。 
2020年　CPプラス　リコーペンタックス登壇予定だがコロナの影響でリコー社のYouTubeでセミナー配信。
2021年　CPプラス　ニコンチャンネルにてオンライン　ニコンメインステージにてタイムラプスの世界で二日間にわたりオーロラや世界の絶景の映像を公開
2022年　CPプラス　ニコンオンラインステージにてニコンの最新型Z 9の８k映像などわかりやすく解説披露。
JPS（日本写真家協会）会員、NPS（ニコンプロサービス）会員。
JPS（日本写真家協会）会員、NPS（ニコンプロサービス）会員。
スポンサー：モンベル（撮影用衣装及びアウトドアギアサポート）、パタゴニア（撮影用衣装サポート）

## 作品
著書
- 「オーロラの降る街」ピエブックス（2004年）
- 「オーロラの空」セイセイシャ（2006年）
- 「極光物語」セイセイシャ（2009年）
- 「American Parks」(2012年)
- 「Northern Lights」(2014年)
- 「トワイライト」（2016年）
- 「写真家と行く世界の絶景」(2017年）
- 「AURORA オーロラ」（2018年）
- 「桜旅」(2021年）

企業カレンダーやニコン広告にもオーロラ作品や絶景写真を提供

企業カレンダー作品提供実績:
クラレ
RYOBI MHI テクノロジ
ダイキン工業
ANA
住友商事
リコー
Chubb損害保険
三菱ビルテクノサービス
安田生命保険
日立ニュークリアエナジー
日本コムシス
ダイドーリミテッド
日本航空電子工業
カワイスチール
たかの友梨ビューティークリニック
トーダン

2017年度　全国カレンダー展にてダイキン工業カレンダーで最高位　金賞受賞

その他　オーロラや絶景のカレンダーを毎年 アマゾンや全国書店で発売。
やまけいカレンダー
セイセイシャカレンダー

## 写真展
2003年
- 「オーロラ」朝日サンツアーズ 銀座
- 「オーロラの姿」ニコンサロン 新宿

2004年
- 「オーロラの姿」ニコンサロン 大阪
- 「オーロラの世界」SBSツアーズ 静岡

2006年
- 「オーロラの空」モンベル 神戸

2007−2008年
- 「the night time jewel」アンマルシェプレール高崎店・成川美術館 箱根・モンベル 神戸・モンベル 渋谷・セントラルパーク 名古屋・ミキモトホール 銀座

2008年
- 「カナダ オーロラの空」相鉄ギャラリー
- 「Screen of the Earth - US National Park -」ニコンサロン新宿

2009年
- 「Screen of the Earth - US National Park -」大阪ニコンサロン

2018「地球の絶景へご招待」-Mira 石垣写真美術館　6/20-2019/1/15 オープニング写真展　
オーロラを始め極地や世界の絶景、トワイライトを展示。

## 雑誌
雑誌、掲載誌　デジタルカメラマガジン、キャパ、フォトテクニック　機内誌など多数のため省略　オーロラはもちろん桜や世界の絶景写真など

## 受賞
- ノルウェイ　オーロラ研究機関月間オーロラ写真コンテスト最優秀賞受賞
- JPS展（日本写真家協会）入選　「オーロラ」